# 学生症候群
学生症候群（がくせいしょうこうぐん、student syndrome）とは、計画的な先延ばしのことであり、例えば、制限時間直前になって初めて課題に取り組み始めるようなことを指す。これにより、潜在的な安全マージンがなくなり、本人にストレスやプレッシャーがかかる。ある学術資料によると、これは、課題に適切な量の努力を払えるだけの高い緊急性を誘発するために行われる。
この言葉は、学生に限らず、ソフトウェア工学の分野などでも、このような先延ばしの形態を一般的に表現するために使われている。
この言葉の初出は、エリヤフ・ゴールドラットの小説『クリティカルチェーン』とされている。